# Cecil Frank Powell
Pour les articles homonymes, voir Powell.
Cecil Frank Powell (5 décembre 1903 à Tonbridge, Angleterre – 9 août 1969 à Milan, Italie) est un physicien britannique. Il est lauréat du prix Nobel de physique de 1950 « pour ses travaux sur les méthodes photographiques servant à l'étude des processus nucléaires, ainsi que pour sa découverte du pion ». Le pion (méson π) correspondait à la particule hypothétique proposée par Hideki Yukawa en 1935 dans sa théorie de physique nucléaire.

## Biographie
En 1928, Powell devient assistant de recherche au laboratoire Henry Herbert Wills (en) de l'université de Bristol. Il devient professeur de physique à Bristol en 1948 et directeur du Wills Laboratory en 1964.
Entre 1939 et 1945, il développe les techniques nécessaires pour l'utilisation d'émulsions photographiques sensibles servant à enregistrer les traces des rayons cosmiques. Il expose, avec son équipe, des plaques photographiques épaisses sur des sommets de montagnes comme au Pic du Midi en France à 2 800 mètres et dans les Andes en Bolivie à 5 500 mètres ou dans des ballons de très haute altitude. Ces plaques photographiques ont permis d'enregistrer les interactions des rayons cosmiques. Ces données ont révélé en 1947 l'existence du pion (π+) ainsi que le processus par lequel il se désintègre en deux autres particules : un antimuon et un neutrino.
Powell a également découvert l'antipion (π−) et, en 1949, les modes de désintégration des kaons (mésons K).
En 1955, il est l'un des onze signataires du manifeste Russell-Einstein qui met en lumière les dangers créés par les armes nucléaires et appelle les principaux dirigeants du monde à rechercher des solutions pacifiques aux conflits internationaux.  Ses travaux lui valurent la Médaille royale en 1961.

## Mémoire
- On a nommé en son honneur la Cecil F. Powell Memorial Medal de la European Physical Society.